# Espace urbain de Pau-Tarbes
L’espace urbain de Pau-Tarbes est un espace urbain français qui regroupe notamment les agglomérations de Pau et de Tarbes, préfectures respectives des départements français des Pyrénées-Atlantiques et des Hautes-Pyrénées, ainsi que celles d'Oloron-Sainte-Marie (sous-préfecture des Pyrénées-Atlantiques) et de Lourdes, membre notable de la Communauté d'agglomération Tarbes-Lourdes-Pyrénées.
Le concept d'espace urbain, élaboré par l'Insee, a laissé place en 2010 à la notion d'aire urbaine.